# Anormogomphus kiritshenkoi
Anormogomphus kiritshenkoi är en trollsländeart som beskrevs av Aleksandr Nikolaevich Bartenev 1913. Anormogomphus kiritshenkoi ingår i släktet Anormogomphus och familjen flodtrollsländor. IUCN kategoriserar arten globalt som nära hotad. Inga underarter finns listade i Catalogue of Life.